# Brassavola fasciculata
Brassavola fasciculata är en orkidéart som beskrevs av Guido Frederico João Pabst. Brassavola fasciculata ingår i släktet Brassavola och familjen orkidéer. Inga underarter finns listade i Catalogue of Life.